# Jazzclub Rödermark

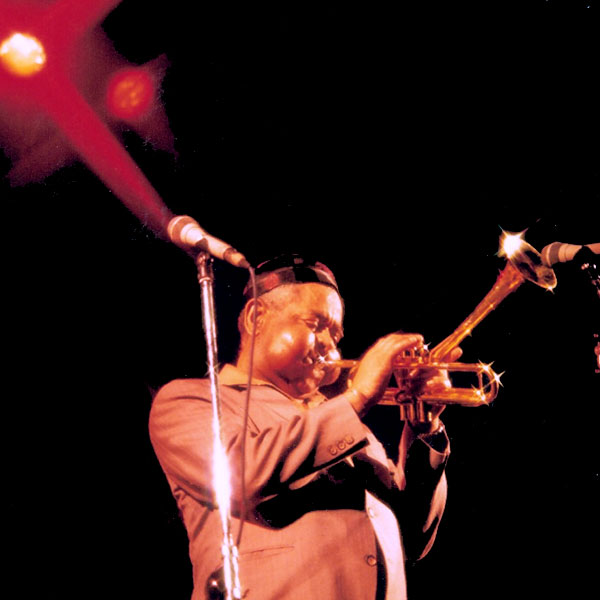
Auch Dizzy Gillespie spielte schon im Jazzclub Rödermark

Der Jazzclub Rödermark e.V. wurde 1979 gegründet und ist 40 Jahre später einer der mitgliederstärksten Jazzclubs in Deutschland. Er befindet sich in einem Jazzkeller mit New Orleans Atmosphäre im Landkreis Offenbach, im Rödermarker Stadtteil Ober-Roden. Die einmalige und familiäre Atmosphäre des „echten Jazzkellers“ wird von Musikern und Publikum gleichermaßen sehr geschätzt. Im Jahr 2019 erhielt der Jazzclub die Auszeichnung „Vier-Sterne-Kultur“ vom Kreis Offenbach.

## Jazzclub Rödermark
Der Jazzclub bietet ein umfangreiches Konzertprogramm aus allen klassischen Jazzstilen. Das Spektrum reicht vom New-Orleans-Jazz über Chicago-Jazz und Dixielandjazz bis zum Swing und Mainstream. Hinzu kommen Boogie und Blues sowie die Musik der Sinti und Roma sowie eine breite Palette lateinamerikanischer Rhythmen und Cajun-Musik.
Der Jazzclub präsentiert seit 1979 viele prominente Jazzmusiker und Jazzbands aus Deutschland, Europa und den USA. Unter den zahlreichen berühmten Musikern, die in dieser Zeit in Europa auf Tournee waren und in Rödermark gastierten sind Dizzy Gillespie, Wild Bill Davison, Ray Brown und Barrelhouse Jazzband, zu finden.

## Nachwuchsförderung
Der Jazzclub Rödermark bietet ein bis zwei Mal im Jahr ein Angebot für Newcomer-Bands, ihr Können in den Bereichen Jazz, Rock, Pop und Swing zu zeigen. Darüber hinaus bietet der Jazzkeller elf Mal im Jahr das Forum für Jamsessions, bei denen sich z. B. junge Nachwuchsmusiker im Zusammenspiel mit "Alten Hasen" das notwendige Jazzfeeling aneignen können. Diese "After Hours - Sessions" bieten ein konstruktives Zusammenspiel und haben ihre eigene Fan-Gemeinde. Für seine Arbeit erhielt der Jazzclub den Kulturpreis des Landkreises Offenbach.